# Zasłonak cytrynowożółty

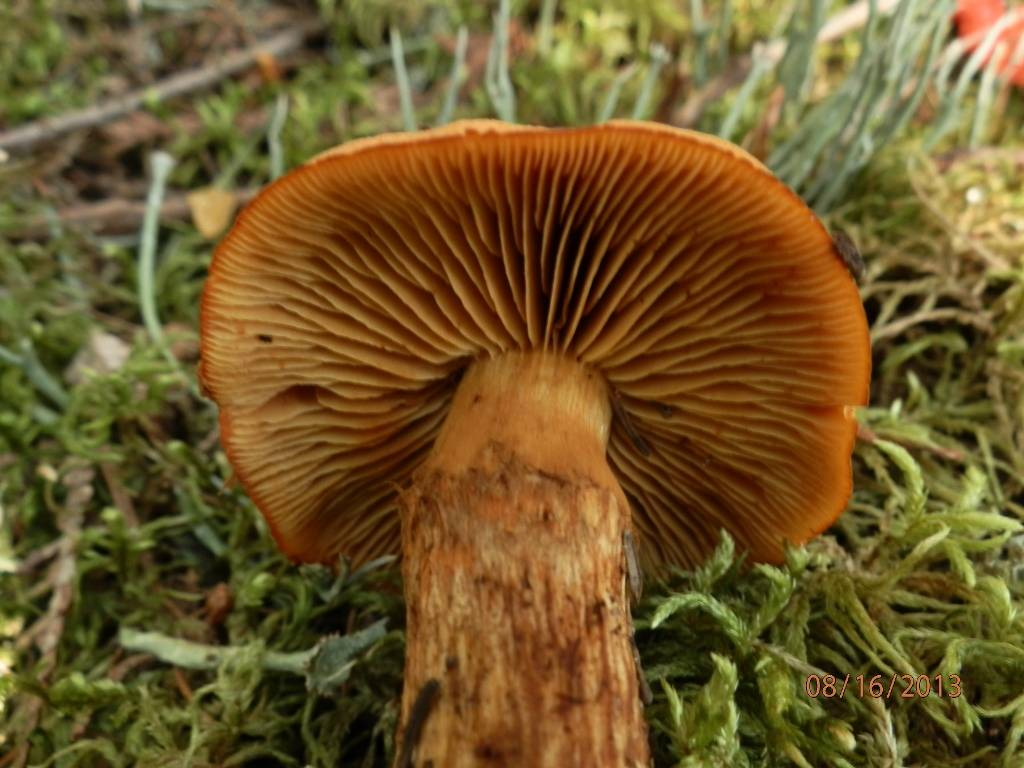

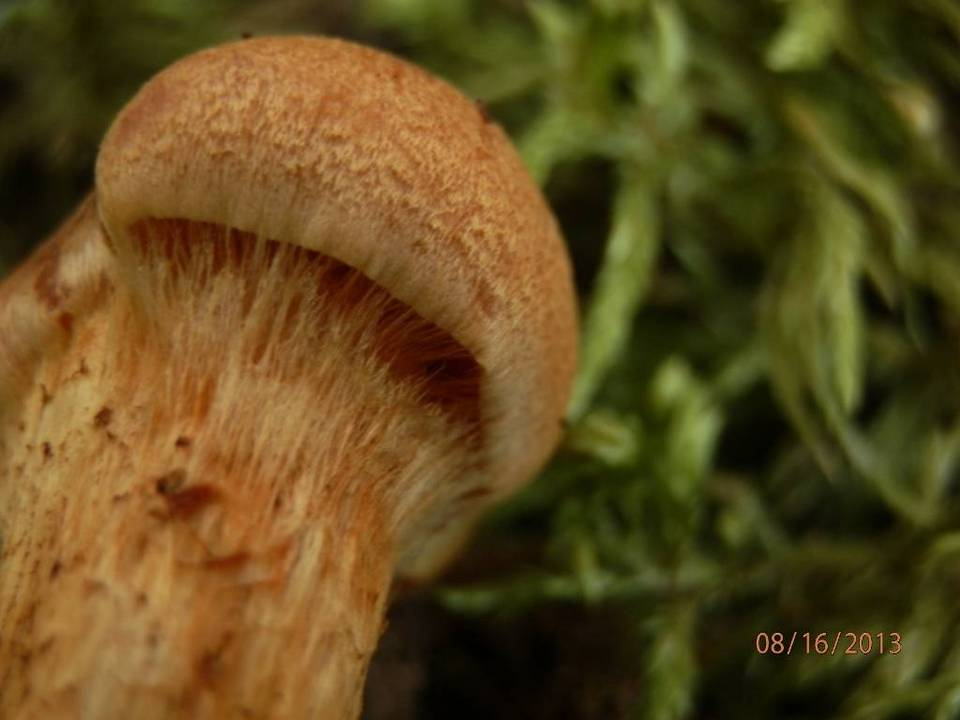

Zasłonak cytrynowożółty (Aureonarius limonius (Fr.) Niskanen & Liimat.) – gatunek grzybów należący do rodziny zasłonakowatych (Cortinariaceae).

## Systematyka i nazewnictwo
Pozycja w klasyfikacji według Index Fungorum: Aureonarius, Cortinariaceae, Agaricales, Agaricomycetidae, Agaricomycetes, Agaricomycotina, Basidiomycota, Fungi.
Po raz pierwszy zdiagnozował go w 1818 r. Elias Fries, nadając mu nazwę Agaricus limonius. Ten sam autor w 1838 r. przeniósł go do rodzaju Cortinarius. W 2022 r. Tuula Niskanen i Kare Liimatainen przenieśli go do rodzaju Aureonarius.
Synonimy:
- Agaricus limonius Fr.1818
- Cortinarius limonius (Fr.) Fr. 1838
- Cortinarius limonius f. hydrolimonius Rob. Henry ex Bidaud 2005
- Cortinarius limonius (Fr.) Fr.1838 f. limonius
- Flammula limonia (Fr.) P. Kumm.1871
- Telamonia limonia (Fr.) Wünsche 1877[2].

Nazwę polską zaproponował Władysław Wojewoda w 2003 r., Andrzej Nespiak w 1975 r. używał nazwy zasłonak mchowy. Obydwie nazwy są niespójne z aktualną nazwą naukową.

## Morfologia
Kapelusz
Średnica 2–8 cm, początkowo półkulisty, potem łukowaty, w końcu spłaszczony. Powierzchnia naga, u młodych okazów na brzegu resztki żółtej zasnówki. Jest higrofaniczny; podczas wilgotnej pogody ma barwę lisioczerwoną do pomarańczowobrązowej, podczas suchej chromową, morelowożółtą lub cytrynowożółtą z ciemniejszym wierzchołkiem.
Blaszki
Przyrośnięte, gęste, pofałdowane, u młodych okazów żółtawe, u starszych cynamonowe lub rdzawobrązowe.
Trzon
Wysokość 6–15 cm, grubość do 1,5 cm, walcowaty, pełny. Powierzchnia o barwie od żółtej do pomarańczowożółtej z żółtymi resztkami zasnówki.
Miąższ grzyba
Dość gruby, żółty lub rdzawożółty, w podstawie trzonu rdzawy lub pomarańczowy. Smak i zapach niewyraźny.
Zarodniki
Elipsoidalne, prawie kuliste, drobno brodawkowane, o rozmiarach 7,5–8,5 (9) × 6–7 μm.
Gatunki podobne
Zasłonak cytrynowożółty charakteryzuje się cytrynowożółtym lub morelowożółtym kapeluszem, spierzchniętym lub pomarszczonym kapeluszem, włóknistym lub filcowatym trzonem. Podobny jest zasłonak płomienny (Cortinarius callisteus), ale ma ciemniejszy, bardziej żelazisty kolor. Zasłonak rudawy (Cortinarius rubellus) w stanie suchym również ma podobny kolor, ale ma spiczasty garb, rzadsze i ciemniejsze blaszki.

## Występowanie i siedlisko
Występuje w Ameryce Północnej i Europie. W piśmiennictwie naukowym na terenie Polski do 2003 r. podano tylko jedno stanowisko (Wantule w Tatrach, 1967 r.). Nowsze stanowiska podaje internetowy atlas grzybów.
Grzyb mykoryzowy. Rośnie na ziemi, w mchach pod świerkami, głównie w górach i na pogórzu. Grzyb trujący.